# Đĩa sao

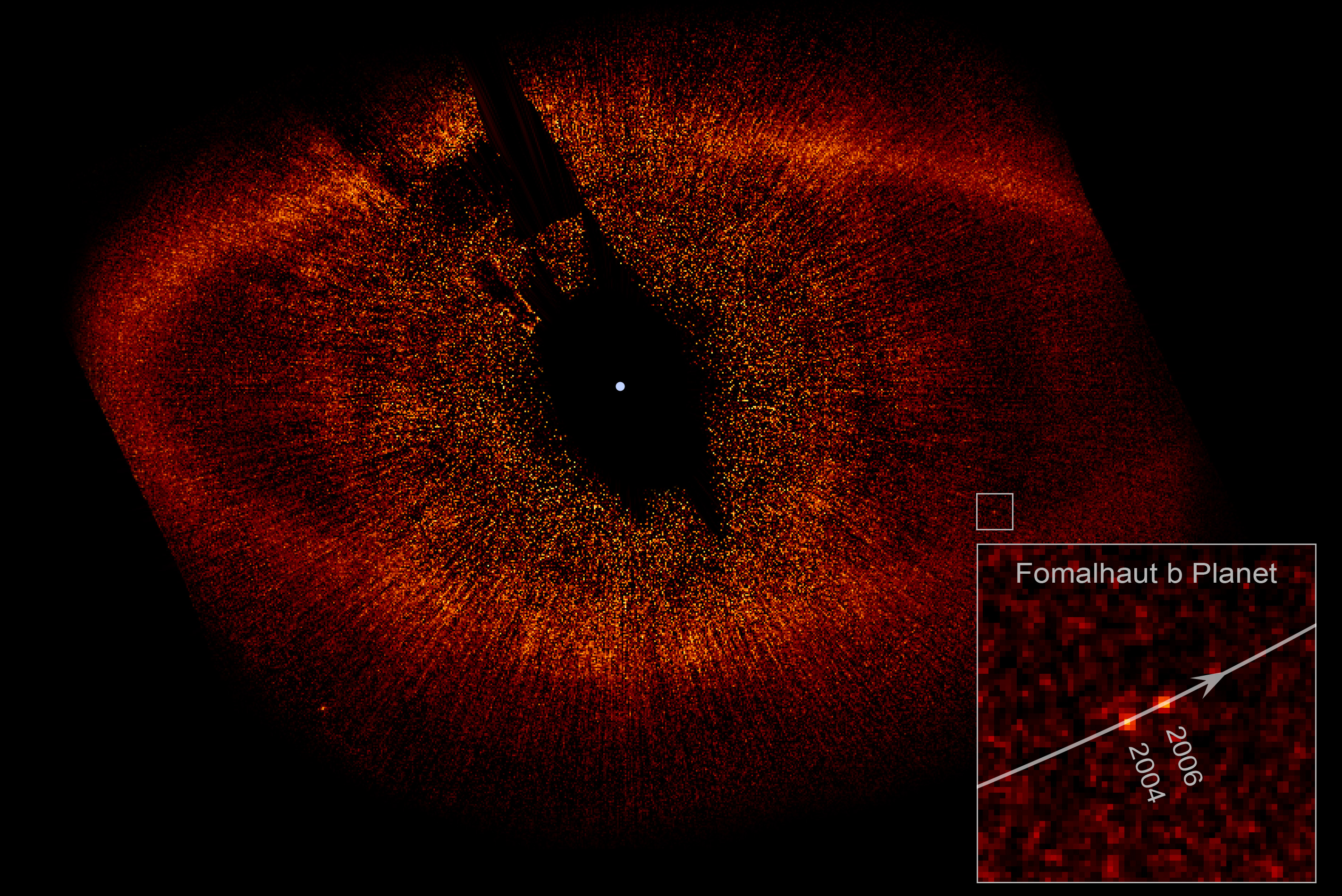
Kính viễn vọng Không gian Hubble quan sát các mảnh vụn xung quanh Fomalhaut. Cạnh trong của đĩa có thể đã được định hình bởi quỹ đạo của Fomalhaut b, ở phía dưới bên phải.

Một đĩa sao là một đĩa vũ trụ tròn gồm bụi và mảnh vụn trong quỹ đạo xung quanh một ngôi sao. Đôi khi các đĩa này chứa các vòng, như được thấy trong hình ảnh của Fomalhaut bên phải. Các mảnh vụn đã được tìm thấy xung quanh cả các ngôi sao trưởng thành và trẻ, cũng như ít nhất một đĩa vụn trên quỹ đạo xung quanh một ngôi sao neutron đã tiến hóa. Các đĩa sao trẻ hơn có thể tạo thành một giai đoạn trong sự hình thành một hệ hành tinh sau giai đoạn đĩa hành tinh, khi các hành tinh trên mặt đất có thể kết thúc phát triển. Chúng cũng có thể được sản xuất và duy trì như là tàn dư của các vụ va chạm giữa các hành tinh, còn được gọi là tiểu hành tinh và sao chổi.
Đến năm 2001, hơn 900 ngôi sao đã được tìm thấy sở hữu một đĩa sao. Chúng thường được phát hiện bằng cách kiểm tra hệ sao trong ánh sáng tia hồng ngoại và tìm kiếm lượng phóng xạ vượt quá mức phát ra từ ngôi sao. Sự dư thừa này là bức xạ từ ngôi sao đã được hấp thụ bởi bụi trong đĩa, sau đó được chiếu lại dưới dạng năng lượng hồng ngoại.
Các mảnh vụn thường được mô tả là các chất tương tự lớn với các mảnh vỡ trong hệ Mặt Trời. Hầu hết các đĩa vụn được biết đến có bán kính 10 đơn vị thiên văn (AU); chúng giống với vành đai Kuiper trong hệ Mặt Trời, nhưng có nhiều bụi hơn. Một số đĩa vụn chứa một thành phần bụi ấm hơn nằm trong vòng 10 AU từ ngôi sao trung tâm. Bụi này đôi khi được gọi là bụi ngoài hành tinh tương tự như bụi hoàng đạo trong hệ Mặt Trời.

## Lịch sử quan sát

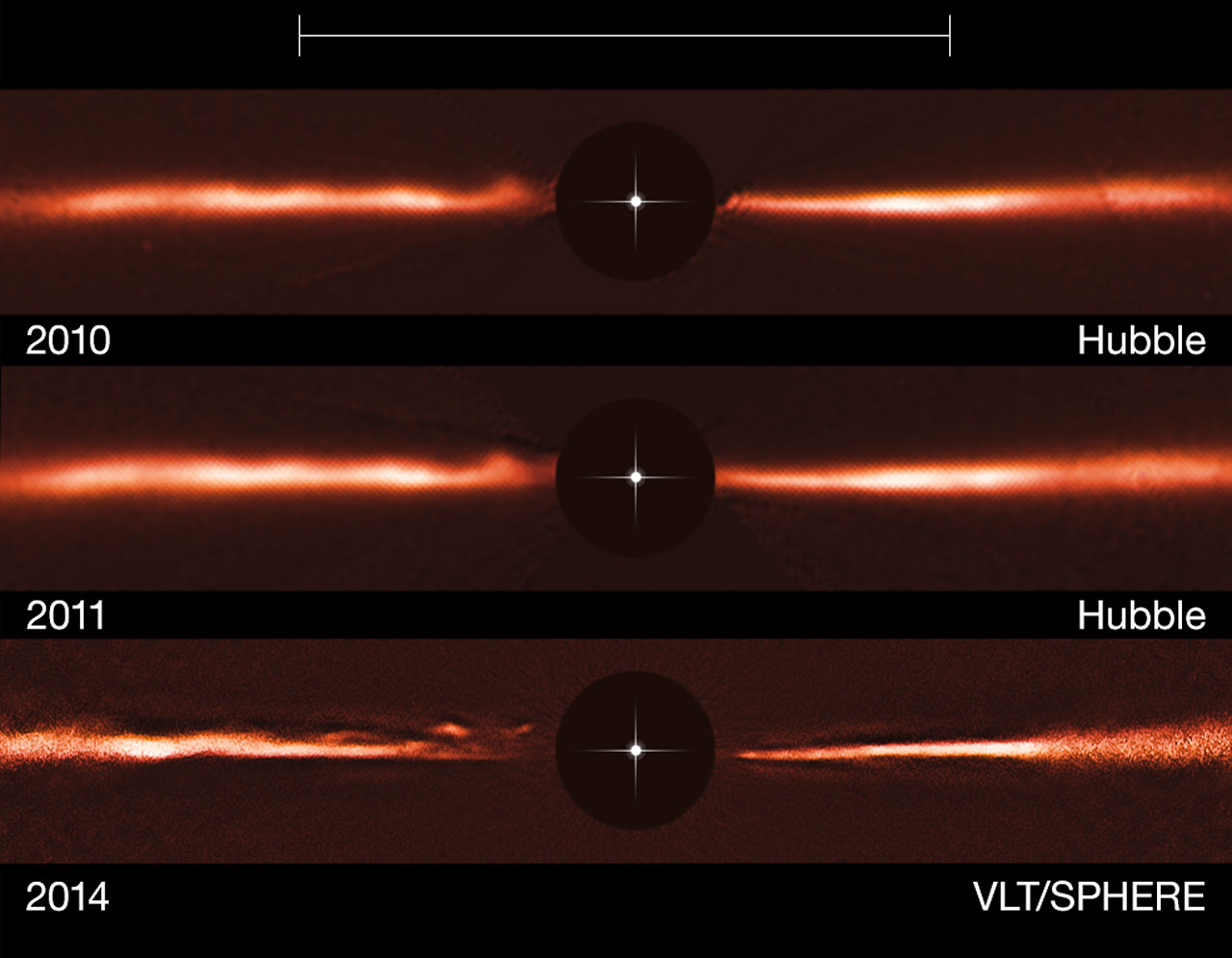
Hình ảnh VLT và Hubble của đĩa xung quanh AU microscopii.

Năm 1984, một đĩa sao đã được phát hiện xung quanh ngôi sao Vega bằng vệ tinh IRAS. Ban đầu đây được cho là một đĩa tiền hành tinh, nhưng giờ đây nó được biết đến là một mảnh vụn do thiếu khí trong đĩa và tuổi của ngôi sao. Bốn đĩa sao đầu tiên được phát hiện với IRAS được gọi là "bốn mảnh tuyệt vời": Vega, Beta Pictoris, Fomalhaut và Epsilon Eridani. Sau đó, hình ảnh trực tiếp của đĩa Beta Pictoris cho thấy sự bất thường trong bụi, được cho là do nhiễu loạn hấp dẫn bởi một ngoại hành tinh không nhìn thấy được. Lời giải thích đó đã được xác nhận với phát hiện năm 2008 của ngoại hành tinh Beta Pictoris b.
Các ngôi sao lưu trữ ngoại hành tinh khác, bao gồm cả ngôi sao đầu tiên được phát hiện bằng hình ảnh trực tiếp (HR 8799), cũng được biết là lưu trữ các đĩa sao. Ngôi sao 55 Cancri gần đó, một hệ thống cũng được biết có chứa năm hành tinh, được báo cáo là cũng có một mảnh vỡ, nhưng phát hiện đó không thể được xác nhận. Các cấu trúc trong đĩa vụn xung quanh Epsilon Eridani gợi ý sự nhiễu loạn bởi một hành tinh trên quỹ đạo quanh ngôi sao đó, có thể được sử dụng để hạn chế khối lượng và quỹ đạo của hành tinh.
Vào ngày 24 tháng 4 năm 2014, NASA đã báo cáo phát hiện các đĩa sao trong hình ảnh lưu trữ của một số ngôi sao trẻ, HD 141943 và HD 191089, lần đầu tiên được xem giữa năm 1999 và 2006 với kính viễn vọng Không gian Hubble, bằng cách sử dụng các quy trình hình ảnh mới được cải tiến.

## Nguồn gốc

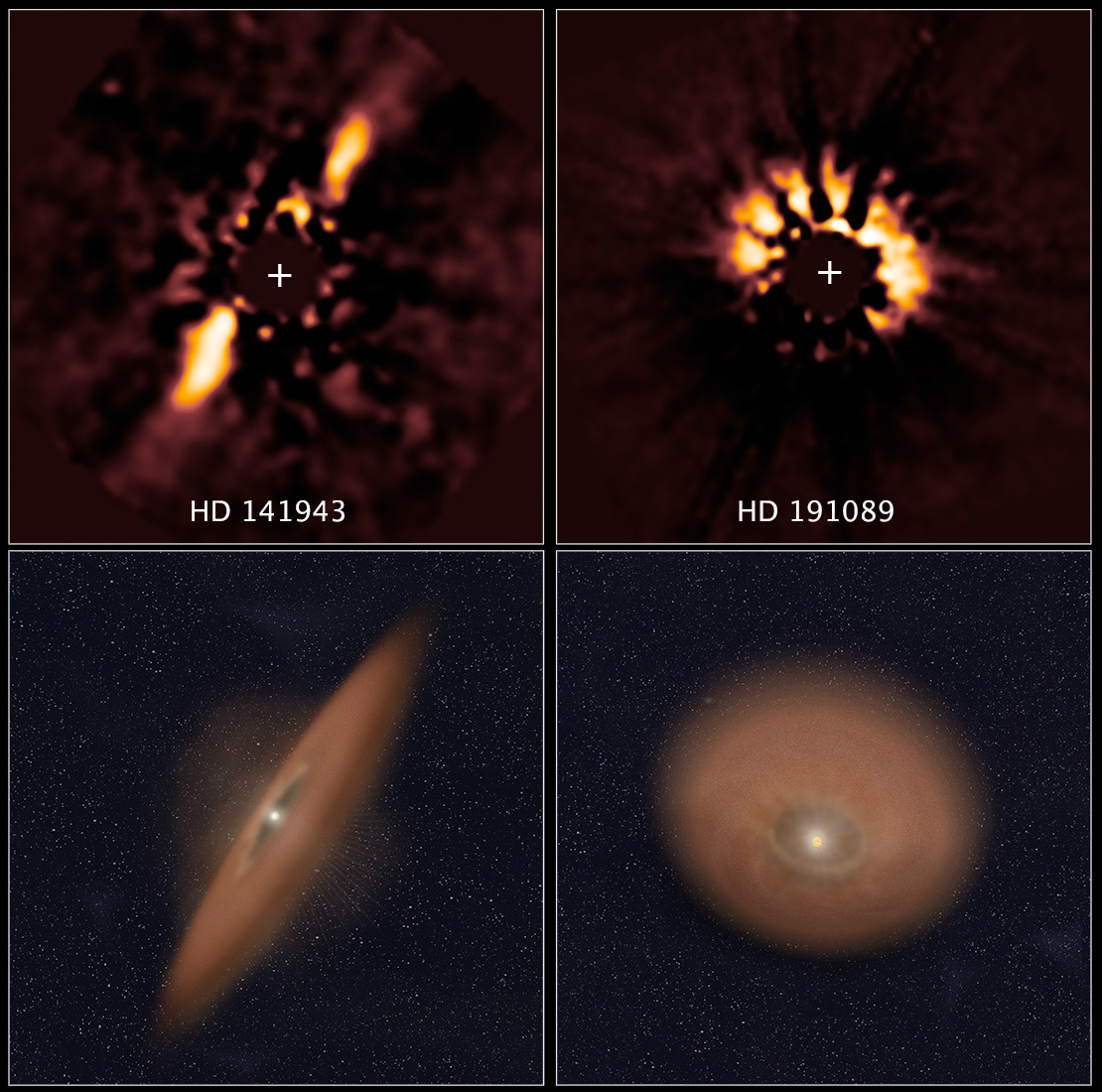
Các mảnh vỡ được phát hiện trong hình ảnh lưu trữ HST của các ngôi sao trẻ, HD 141943 và HD 191089, sử dụng các quy trình hình ảnh được cải thiện (24 tháng 4 năm 2014).